# Cueva del Recuenco
La cueva del Recuenco es una cueva en Ejulve (Aragón, España), protegida como zona especial de conservación y como Lugar de Interés Geológico.

## Descripción
Se trata de una cueva kárstica, generada por disolución de elementos calizos de la geología local en la sierra de Majalinos. El proceso pudo empezar tan temprano como en el Plioceno superior desarrollándose en el Cuaternario. La oquedad generada suma 794 metros de galerías y alcanza los 55 metros de profundidad, con abundancia de espeleotemas y varios recorridos espeleológicos.
La cueva fue explorada y cartografiada por el espeólogo Josep Subils en la década de 1960 durante los trabajos en la provincia de Teruel patrocinados por la diputación provincial. El trabajo fue continuado por diferentes grupos de espeólogos en las décadas siguientes, con nuevas galerías siendo descritas y publicadas hasta la década de 1990.
La cueva forma un ecosistema clave para la preservación de quirópteros, estando listado como hábitat para el Rhinolophus ferrumequinum y el Rhinolophus hipposideros, ambas especies protegidas en Europa. La cueva también es de interés para anfibios como el Alytes obstetricans o el Pelodytes punctatus así como por invertebrados. Por ello fue propuesto como Lugar de Importancia Comunitaria (LIC) en 2000, siendo confirmado en 2006 y elevado a zona especial de conservación (ZEC) en 2021.
El entorno de la cueva se vio dañado durante el incendio forestal de Aliaga-Ejulve de 2009.